# Jarábik Gabriella
Jarábik Gabriella (Csúz, 1951. január 19.) pedagógus, népművelő, kisszínpadi rendező, múzeumigazgató.

## Élete
1970-ben érettségizett a lévai óvónőképzőben. 1995-ben a győri Apáczai Tanárképző Főiskolán szerzett oklevelet. 1970–1985 között előbb Vajkán, majd Dunaszerdahelyen óvónő. 1985–1990 között a magyar óvodák járási tanfelügyelője, 1991–1998 között a Dunaszerdahelyi Városi Hivatal helyettes elöljárója. 1998–2002 között a kulturális minisztérium kisebbségi kultúrák főosztályának vezérigazgatója. 2002-től a Szlovákiai Magyar Kultúra Múzeumának igazgatója. 1970-ben megalapította és azóta vezeti a dunaszerdahelyi Fókusz Irodalmi Színpadot, amit aztán átkeresztelt Fókusz Színpadra. A csoport mára már kettévált, neveik: Fókusz Diákszínpad, és Fókusz Gyermekszínpad.

## Elismerései
- 2007 Mics Károly-életműdíj[2][3]
- 2008 Móra Ferenc-díj[4]
- 2017 Magyar Arany Érdemkereszt[5]

## Művei
- Madách nyomában / Po stopách Madácha; összeáll. Tóth László, Jarábik Gabriella; szlovákra ford. Jitka Roznová; Szlovák Nemzeti Múzeum–A Szlovákiai Magyar Kultúra Múzeuma–Palóc Múzeum, Pozsony–Balassagyarmat, 2012